# Harry Paget Flashman
Sir Harry Paget Flashman, VC, KCB e KCIE è un personaggio immaginario ideato dallo scrittore George MacDonald Fraser, basato sul personaggio "Flashman" presente in Tom Brown's Schooldays (1857), un'opera semi-autobiografica di Thomas Hughes (1822–1896).
Nel libro di Hughes, Flashman (un personaggio minore) è un noto bullo della Rugby School che perseguita Tom Brown e che viene alla fine espulso per ubriachezza. Fraser decise di scrivere le memorie di Flashman, nelle quali il bullo della scuola sarebbe stato identificato con un "illustre militare vittoriano": vivendo molte guerre e avventure del XIX secolo e aumentando di grado nell'Esercito britannico, fu acclamato come un grande soldato, pur rimanendo, secondo la sua impenitente auto-descrizione "un mascalzone, un bugiardo, un imbroglione, un ladro, un codardo, e oh sì, un leccapiedi". Fraser Flashman è un antieroe che rifugge da ogni pericolo o si nasconde per paura, tradisce o abbandona i conoscenti al minimo pericolo, picchia i servi con gusto, porta a letto ogni donna disponibile, arraffa ogni bottino alla sua portata, e gioca con grande entusiasmo. Tuttavia, attraverso una combinazione di fortuna e astuzia, alla fine di ogni storia viene acclamato come un eroe.

## Origini di Flashman
Secondo l'autore Flashman visse dal 1822 al 1915 ed era nato il 5 maggio. I nomi propri di Flashman gli vennero dati da Fraser visto che primo personaggio del romanzo di Hughes era noto con il solo cognome. Fraser li usa per fare un'allusione ironica a Henry William Paget, I marchese di Anglesey, e uno degli eroi della battaglia di Waterloo, che rese cornuto il fratello del duca di Wellington, Henry Wellesley, e successivamente - in uno degli scandali più celebri dell'epoca - sposò l'ex moglie di Wellesley.
Nel romanzo Flashman, il personaggio dice che il patrimonio di famiglia è stato creato da suo bisnonno, Jack Flashman, con il commercio di rum in America, degli schiavi e "anche con la pirateria, della qual cosa non mi stupirei". Nonostante la loro ricchezza, i Flashman "non sono mai stati importanti": Flashman cita il commento del cronista Henry Greville che scrisse "la traccia grossolana traspariva, generazione dopo generazione, come letame sotto un cespuglio di rose." Suo padre, Henry Buckley Flashman, appare in Nero Ajax (1997). Buckley, un giovane e coraggioso ufficiale della cavalleria britannica, venne ferito in azione alla Battaglia di Talavera nel 1809. Cercò poi di entrare in "società" sponsorizzando il pugile Tom Molineaux (il primo uomo nero a combattere per un campionato) e successivamente sposò la madre di Flashman, Lady Alicia Paget, un'amante fittizia del reale marchese di Anglesey. Buckley fu anche un membro del Parlamento britannico. Oltre alla politica, i suoi interessi erano l'alcol, la caccia alla volpe e le donne.

## Stile delle storie
La serie fa un uso di falsi documenti. In una prefazione al primo libro, Fraser descrive la scoperta delle memorie del generale Flashman in un'antica teiera trovata in una sala di vendite all'asta, nel 1965 nel Leicestershire. Come "editor" dei documenti, Fraser ha prodotto una serie di romanzi che danno una descrizione in gran parte picaresca (o forse cinica) della storia britannica e americana nel corso del XIX secolo. Nei libri della serie appaiono decine di figure maggiori e minori, spesso in ruoli senza gloria o di ipocriti. Di tanto in tanto, appaiono personaggi di altre opere di fantasia come Sherlock Holmes e alcuni dei ragazzi di Tom Brown's Schooldays.

## Flashman personaggio
Flashman è un uomo corpulento, alto 1,88 metri e pesante 82 kg. In Flashman e la tigre, afferma che uno dei suoi nipoti, ha i capelli neri e gli occhi, simili ai suoi da giovane. Il colore scuro della sua carnagione spesso gli permise di passare (in incognito) per un pashtun. Egli sosteneva di possedere tre talenti naturali: l'equitazione, la facilità di approccio alle lingue straniere, e la fornicazione. Divenne un esperto giocatore di cricket, ma attraverso un notevole sforzo (aveva bisogno di referenze sportive alla Rugby School, e aveva paura di giocare a rugby). Poteva anche far trasparire una personalità vincente, quando voleva, ed era molto abile e lusinghiero con le persone importanti, senza con questo apparire servile.
Come ammette francamente nei Papers, Flashman è un codardo, che fugge da un pericolo se appena ne ha la possibilità, e in alcune occasioni cede alla paura. Ha un grande vantaggio per nascondere questa debolezza: quando è spaventato, la sua faccia diventa rossa, piuttosto che bianca, in modo che gli osservatori credono che sia eccitato, arrabbiato, o esuberante - come un eroe dovrebbe essere.
Dopo l'espulsione dalla Rugby School per ubriachezza, il giovane Flashman cercò una vita facile. Il suo ricco padre riuscì a farlo entrare, come ufficiale, nell'11º Reggimento dei Dragoni Leggeri, comandato da Lord Cardigan, coinvolto nella carica delle brigata leggera, che era appena rientrato dall'India e non era suscettibile di essere inviato all'estero entro breve tempo. Flashman si gettò nella vita sociale dato che presenza nell'11° gli aveva offerto l'occasione di diventare un leader nella società di Canterbury.
Un duello con un altro ufficiale, per causa di una cortigiana francese, lo portò ad essere temporaneamente di stanza in Scozia. Lì incontrò e sverginò Elspeth Morrison, figlia di un ricco industriale tessile, che dovette poi sposare in un "matrimonio riparatore". Ma il matrimonio con la figlia dell'uomo d'affari lo obbligò a rassegnare le dimissioni dal Reggimento. Venne allora inviato in India per fare carriera nell'esercito della Compagnia delle Indie Orientali. Purtroppo per lui, il talento per le lingue e l'abitudine all'adulazione lo portarono all'attenzione del Governatore generale, il quale decise di premiarlo (azione da lui non gradita) assegnandolo come aiutante del generale Elphinstone in Afghanistan. Flashman sopravvisse al massacro dell'esercito di Elphinstone in seguito ad una miscela di pura fortuna e codardia senza riserve. Divenne così un eroe inconsapevole: il difensore di Fort Piper, dove fu l'unico uomo bianco sopravvissuto, ritrovato, dalle truppe giunte in soccorso, mentre stringeva la bandiera circondato da nemici morti. Naturalmente, Flashman era arrivato al Forte per caso, crollando in preda al terrore, piuttosto che per il combattimento, era stato costretto a stare in piedi e mostrare di combattere dal suo subordinato, facendosi scoprire un completo codardo. Aveva cercato di cedere la bandiera, non difendendola. Fortunatamente per lui, tutti i testimoni scomodi erano stati uccisi.
Questo episodio diede tono alla vita di Flashman. Nel corso dei successivi 60 anni circa, si occupò di molti dei grandi conflitti militari del XIX secolo - nonostante i suoi migliori sforzi per eludere il suo dovere. Egli fu spesso scelto per i compiti particolarmente pericolosi a causa della sua reputazione eroica. Incontrò molte persone famose, e sopravvisse ad alcuni dei peggiori disastri militari (la Prima guerra anglo-afghana, la carica della brigata leggera, l'Assedio di Cawnpore, la Battaglia di Little Bighorn e la Battaglia di Isandlwana), sempre uscendone da eroe. La data delle sue ultime avventure sembra essere stata intorno al 1900 e morì nel 1915.
Nonostante la sua ammessa codardia, Flashman combatté ogni volta che era necessario. Anche se schivò il pericolo più che poté, e fuggì quando nessuno lo stava ad osservare. Dopo l'incidente del Fort Piper, di solito controllava la sua paura e si esibiva spesso con coraggio. Quasi ogni libro contiene uno o più incidenti in cui Flashman dovette combattere o eseguire qualche altra azione audace, e dura abbastanza a lungo per descrivere l'azione in cui era impegnato. Per esempio, gli venne ordinato di accompagnare la brigata leggera nella sua famosa carica, e cavalcò fino a raggiungere i cannoni russi. Tuttavia la maggior parte di questi atti di 'coraggio' vennero eseguiti solo quando non aveva assolutamente alcuna scelta, e fare qualsiasi altra cosa si sarebbe tradotto nell'essere tacciato di codardia e quindi con la perdita del suo status di personaggio rispettato nella società, o di essere ucciso per diserzione. Quando poté agire da vigliacco impunemente, lo fece sempre con gran soddisfazione.
Flashman si arrese alla paura, di fronte a testimoni, solo un paio di volte nella sua carriera. Durante l'assedio di Fort Piper, nel primo romanzo, si rannicchiò piangendo nel suo letto all'inizio dell'assalto finale. L'unico testimone di questa scena morì, per sua fortuna, prima che potesse raccontarlo. Un altro episodio accade mentre accompagnava Rajah Brooke nel corso di una battaglia contro i pirati, ma il rumore sovrastò il suo piagnucolare, e poi recuperò abbastanza coraggio da comandare un gruppo di marinai all'assalto (piazzandosi al centro della mischia, al fine di evitare proiettili vaganti). Dopo la carica della brigata leggera, fuggì in preda al panico dai combattimenti della batteria, ma per errore si addentrò in un reggimento russo, aggiungendo così lustro alla sua immagine eroica.

## Volumi dei Flashman Papers
Libri (in ordine di pubblicazione) dei Flashman Papers:
- Flashman (1969): 1839-1842. Lord Cardigan; la Prima guerra anglo-afghana (ritirata da Kabul, massacro di Elphinstone' e Battaglia di Jellalabad).
- Royal Flash (1970): 1843, 1847-1848. Un miscuglio de Il prigioniero di Zenda di Anthony Hope, ambientato nell'immaginario stato tedesco di Strackenz. Lola Montez; Otto von Bismarck; pugilato a mani nude; la questione Schleswig-Holstein; la Rivoluzione del 1848.
- Flash for Freedom! (1971): 1848-1849. La tratta atlantica degli schiavi; l'Underground Railroad.
- Flashman at the Charge (1973): 1854-1855. La guerra di Crimea; la Carica delle brigata leggera; invasione russa dell'Asia Centrale.
- Flashman in the Great Game (1975): 1856-1858. I moti indiani del 1857, il Rani of Jhansi, il massacro di Cawnpore, l'assedio di Lucknow. A Flashman fu richiesto di comportarsi eroicamente in questo conflitto e si aggiudicò la Victoria Cross e un cavalierato. Ma la pubblicazione di  Tom Brown's Schooldays, con l'esposizione del suo agire da codardo, fecero scemare la sua soddisfazione.
- Flashman's Lady (1977): 1843-1845. Il primo "hat trick" nel cricket; "White Rajah" James Brooke ed i pirati del Borneo; Regina Ranavalona del Madagascar. Le parti sono scritte come se fossero disegnate dal diario di sua moglie Elspeth, e curate dalla puritana e molto offesa sorella, Grizel Morrison de Rothschild.
- Flashman and the Redskins (1982): 1849-1850, 1875-1876. Il selvaggio west: la corsa all'oro, gli Apaches, e la battaglia di Little Bighorn.
- Flashman and the Dragon (1985): 1860. Cina: la rivolta dei Taiping e la Seconda guerra dell'oppio.
- Flashman and the Mountain of Light (1990): 1845-46. La prima guerra anglo-sikh; il Koh-i-Noor.
- Flashman and the Angel of the Lord (1994): 1858-1859. Stati Uniti: John Brown e il raid Harper's Ferry.
- Flashman and the Tiger (1999) incorporating:
  - The Road to Charing Cross: 1877-1878. Il Congresso di Berlino; attentato all'Imperatore Francesco Giuseppe.
  - The Subtleties of Baccarat: 1890-1891. Edoardo VII; lo Scandalo del Baccarat Reale.
  - Flashman and the Tiger 1879, 1894. La guerra Zulu; Oscar Wilde; Colonnello Sebastian "Tiger Jack" Moran; Sherlock Holmes e Dottor Watson.
- Flashman on the March (2005): 1868. Fuga dal Messico e fine dell'occupazione francese; invasione britannica dell'Abissinia per liberare gli ostaggi.

## Flashman Papers in ordine cronologico
- Flashman: 1839-1842. La Prima guerra anglo-afghana.
- Flashman's Lady: 1843-1845. Borneo, Madagascar.
- Flashman and the Mountain of Light: 1845-46. La prima guerra anglo-sikh.
- Royal Flash: 1847-1848. La rivoluzione del 1848.
- Flash for Freedom!: 1848-1849. La tratta atlantica degli schiavi ; l'Underground Railroad.
- Flashman and the Redskins Part I: 1849-1850, Il selvaggio west: la corsa all'oro,
- Flashman at the Charge: 1854-1855. La guerra di Crimea; la carica della brigata leggera.
- Flashman in the Great Game: 1856-1858. I moti indiani del 1857.
- Flashman and the Angel of the Lord: 1858-1859. il raidHarper's Ferry.
- Flashman and the Dragon: 1860. La spedizione di Pechino.
- Flashman on the March: 1868. Invasione britannica dell'Abissinia per liberare ostaggi.
- Flashman and the Redskins Part II: 1875-1876. La Battaglia di Little Bighorn.
- Flashman and the Tiger
  - The Road to Charing Cross: 1877-1878. Il Congresso di Berlino; l'Imperatore Francesco Giuseppe.
  - The Subtleties of Baccarat: 1890-1891. Edoardo VII; lo Scandalo del Baccarat Reale.
  - Flashman and the Tiger 1879, 1894. La guerra Zulu.